# NGC 3251
NGC 3251 (другие обозначения — IC 2579, UGC 5684, MCG 4-25-23, ZWG 124.29, IRAS10264+2621, PGC 30892) — спиральная галактика с перемычкой (SBc) в созвездии Лев.
Этот объект входит в число перечисленных в оригинальной редакции «Нового общего каталога».
В галактике вспыхнула сверхновая SN 1999gj типа Ia, её пиковая видимая звездная величина составила 17,5.